# Сребриста каракуда
Сребристата каракуда (Carassius gibelio), наричана и обикновена каракуда, е широко разпространена риба. В България обитава също и Златистата каракуда, представител на семейство шаранови. От самия шаран се отличава доста трудно, но все пак основната разлика е, че тя няма мустачки в края на устата. При сребристата каракуда темпът на растеж е доста бърз и тя достига до 45 cm дължина и тегло до 3 кг. Официалният рекорд е 2,01 кг и е поставен през 1988 година край Фалун, Швеция.

## Начин на живот и хранене
Сребристата каракуда се храни с почти всичко. През студените месеци си пада по червеи, ларви, дори малки рибки, докато през лятото яде предимно растителна храна. Интересното е, че никога не се знае на какво ще кълве. Затова рибарите са подготвени с повече от една стръв. Сребристата каракуда е пословично издръжлива и непретенциозна към водите, които обитава. Това е една от нашите риби, които могат да оцелеят във вода с минимални количества разтворен кислород (0,6 – 0,5 cm2/л). Тя е разпространена повсеместно, като единственото ѝ изискване е да няма бързо течение, защото тромавото ѝ тяло не е пригодено да се бори с него, поради това каракудата най-добре се развива в гьолове, блата, мъртвици и стари речни корита, микроязовирчета, баластриери, долните бавни течения на реките и големите ни язовири. Има някаква цикличност в развитието на каракудските популации в даден водоем. На около 5 – 6 години има силно присъствие на едри каракуди и след това те като че ли се стопяват във водата. Каракудите показват висока приспособимост и към температурата на водата, в която живеят. С еднакъв успех те порят топлите води на язовирите „Розов кладенец“ и „Овчарица“, но и ледените води на язовирите „Искър“ и „Батак“. През зимата особено в по-плитките водоеми рибите се забиват в тинята и изпадат в летаргия. Ако зимата е студена и водоемът замръзне до дъно, това ги спасява от смърт. Изобщо това е най-държеливата нашенска риба, тя е нещо като „котката“ в рибешкия свят, защото има поне девет живота. Завита в мокър вестник, каракудата остава жива до два дни. Мнозина въдичари дори си купуват прясна мъртва дунавска ситна таранка от магазина, слагат я във вода и така поне 25 на сто от рибите се съживяват, за да бъдат използвани за стръв при риболов на щука.

## Размножаване
Сребристата таранка почти няма мъжки индивиди. Оплождането е външно. Когато женската хвърли неоплодения хайвер, има няколко варианта. Ако бъде оплоден от мъжка сребриста таранка се получават мъжки или женски сребристи таранки. Хайверът може да бъде оплоден и от мъжки линове, шарани или златисти таранки. Тогава не се осъществява пълно сливане на половите клетки, а сперматозоидите само стимулират деленето на яйцеклетката. Така не се получават хибриди, а само „клонинги“ на майката – само женски сребристи таранки. Това размножаване е типично само за тази каракуда.